# W 커넥션 FC
W 커넥션 FC(W Connection F.C.)는 트리니다드 토바고의 축구팀이다. 이 팀은 1999년에 창단되었으며, 현재 트리니다드 토바고 프로 리그에 참가하고 있다.

## 선수 명단

### 현역
- 커트 프레데릭(2010 ~ 2017, 2018 ~ )